# Charles Brenton Huggins
Charles Brenton Huggins (22. září 1901 Halifax – 12. ledna 1997 Chicago) byl kanadsko-americký fyziolog a onkolog, spolu s Francisem Peytonem Rousem nositel Nobelovy ceny za fyziologii a lékařství za rok 1966. Obdržel ji za svůj objev z roku 1941, že hormony mohou řídit šíření některých typů rakoviny. Byl to první známý případ vlivu některé chemikálie na rakovinné bujení. Medicínu vystudoval na Harvardově univerzitě a je spojován zejména s prvními vědeckými pokroky v oblasti léčby rakoviny prostaty.